# 定辺県
定辺県（ていへん-けん）は中華人民共和国陝西省楡林市に位置する県。

## 行政区画
- 街道:定辺街道
- 鎮:賀圏鎮、紅柳溝鎮、磚井鎮、白泥井鎮、安辺鎮、堆子梁鎮、白湾子鎮、姫塬鎮、楊井鎮、新安辺鎮、張崾嶮鎮、樊学鎮、塩場堡鎮、郝灘鎮、石洞溝鎮、馮地坑鎮
- 郷:油房荘郷、学荘郷